# 国府町 (島根県)
国府町（こくふまち / こくぶまち）は、かつて島根県にあった町。現在の浜田市北部にあたる。

## 地理
- 西側は日本海に面する。

## 歴史
- 1941年（昭和16年）8月1日 - 上府村・下府村・国分村が合併して国府村が発足。
- 1951年（昭和26年）4月1日 - 国府村が町制施行して国府町となる。
- 1955年（昭和30年）4月15日 - 有福村と合併し、改めて国府町が発足。
- 1956年（昭和31年）8月1日 - 大字本明・上有福を江津市に編入。
- 1969年（昭和44年）3月1日 - 浜田市に編入。同日国府町廃止。